# Liste der Monuments historiques in Bussy-la-Pesle (Côte-d’Or)
Die Liste der Monuments historiques in Bussy-la-Pesle führt die Monuments historiques in der französischen Gemeinde Bussy-la-Pesle auf.

## Liste der Immobilien
| Bezeichnung               | Beschreibung                                          | Standort                  | Kennzeichnung | Schutzstatus | Datum | Bild           |
| ------------------------- | ----------------------------------------------------- | ------------------------- | ------------- | ------------ | ----- | -------------- |
| Château de Bussy-la-Pesle | Burganlage, 13. Jahrhundert; mit Wassermühle und Park | 20 rue de l’Église (Lage) | PA21000106    | Inscrit      | 2021  | weitere Bilder |

## Liste der Objekte
| Bezeichnung                                                     | Beschreibung                                                                                      | Standort                                     | Kennzeichnung | Schutzstatus | Datum | Bild |
| --------------------------------------------------------------- | ------------------------------------------------------------------------------------------------- | -------------------------------------------- | ------------- | ------------ | ----- | ---- |
| Skulptur Madonna mit Kind (1)                                   | Kalkstein, farbig gefasst, erste Hälfte des 15. Jahrhunderts                                      | in der Kirche Notre-Dame-et-St-Blaise (Lage) | PM21000471    | Classé       | 1913  |      |
| Skulptur Johannes der Täufer                                    | Kalkstein, farbig gefasst, zweite Hälfte des 15. Jahrhunderts, Antoine Le Moiturier zugeschrieben | in der Kirche Notre-Dame-et-St-Blaise (Lage) | PM21000472    | Classé       | 1913  |      |
| Skulptur Unterweisung Mariens                                   | Kalkstein, farbig gefasst, zweite Hälfte des 15. Jahrhunderts                                     | in der Kirche Notre-Dame-et-St-Blaise (Lage) | PM21000473    | Classé       | 1913  |      |
| Skulptur Madonna mit Kind (2)                                   | Kalkstein, farbig gefasst, 15. Jahrhundert; aus der Kapelle von Savranges                         | in der Kirche Notre-Dame-et-St-Blaise (Lage) | PM21000474    | Classé       | 1921  |      |
| Zwei Reliefs: Moses empfängt die Gesetzestafeln und Bergpredigt | Holz, um 1700                                                                                     | in der Kirche Notre-Dame-et-St-Blaise (Lage) | PM21000475    | Classé       | 1960  |      |